# Darkest Mercy - Discordi armonie

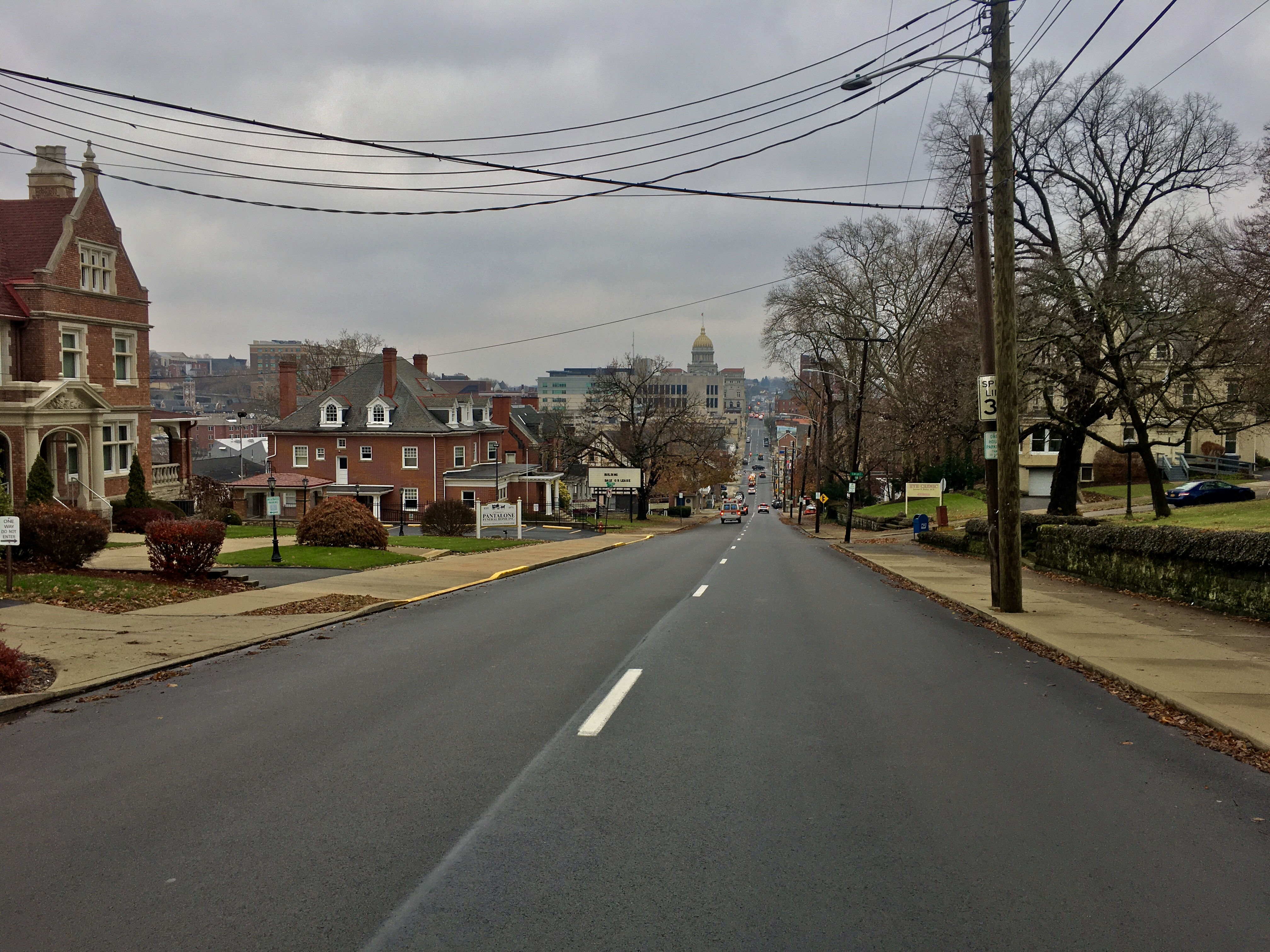
La strada principale della Contea di Westmoreland, nella quale sono ambientate le vicende del romanzo

Darkest Mercy - Discordi armonie (Darkest Mercy) è un romanzo fantasy del 2011 scritto dall'autrice statunitense Melissa Marr.
L'opera è il quinto episodio di una saga bestseller tradotta in ventotto lingue iniziata nel 2007 con Wicked Lovely - Incantevole e pericoloso e proseguita negli anni successivi con Ink Exchange - Sortilegi sulla pelle (2008), Fragile Eternity - Immortale tentazione (2009) e Radiant Shadows - Sublime oscurità (2010). La trama è incentrata su una ragazza comune, Aislinn "Ash" Foy, dotata del potere di vedere le creature fatate e costretta ad interagire con loro; progressivamente la storia della giovane si intreccia con quella del suo amico Seth Morgan, di cui è innamorata, e dell'affascinante Re dell'Estate Keenan.
Darkest Mercy è stato edito negli Stati Uniti per la prima volta dalla HarperCollins il 22 febbraio 2011, mediante l'etichetta Children's Book; in Italia è stato pubblicato a partire dal 28 settembre 2012 nella collana Lain dalla Fazi Editore, la quale in occasione della distribuzione ha aggiunto il sottotitolo Discordi armonie. Dopo la conclusione dell'opera, Melissa Marr ha creato numerosi spin-off della sua saga: tali racconti, disponibili ad oggi solo in inglese, sono incentrati prevalentemente sulle creature che abitano il Mondo Fatato e sui trascorsi dei personaggi di Irial e Niall.

## Trama
La trama di Darkest Mercy - Discordi armonie riprende esattamente da dove si era conclusa quella di Radiant Shadows - Sublime oscurità: il Regno Fatato e quello umano sono ora separati e nessuno può attraversare il Velo di confine senza l'aiuto congiunto del nuovo Re delle Ombre Devlin e dell'Alta Sovrana. Sebbene questa divisione sia servita a riportare stabilità nel mondo immortale, le tre Corti di Huntsdale sono allo sbando: con Keenan lontano e nessuno a bilanciare Niall, Bananach ha iniziato a rafforzarsi. Inoltre, durante l'ultimo attacco della Donna Corvo al Rath&Ruins, Irial è stato ridotto in fin di vita mentre Tish - la figlia del segugio Gabriel - è morta. Smessi i panni della Discordia, Bananach ha assunto il titolo di Guerra e ha iniziato la sua campagna militare contro chiunque osi frapporsi tra lei e il trono della Corte Oscura. Nessuno dei sovrani fatati sa come fronteggiarla: per porre rimedio a una simile minaccia Keenan ha abbandonato momentaneamente i suoi sudditi alla ricerca di alleati tra gli spiriti solitari. Come se non bastasse, altre due fosche creature hanno iniziato ad aggirarsi per le strade di Huntsdale, attirati dalla battaglia imminente e dalla scomparsa di Irial: si tratta di Far Dorcha e di sua sorella Ankou, le incarnazioni della Morte.
Nel frattempo Seth, ancora bloccato nel Regno Fatato, chiede a Lasair di poter raggiungere le persone a lui care ora che l'Alta Regina ha ritrovato il proprio equilibrio. Lasair, tuttavia, mette in guardia il figlio: senza l'Alta Corte a bilanciarlo e sapendo che Seth aveva previsto il ferimento di Irial in una delle sue visioni, Niall avrebbe potuto fargli del male. Con l'aiuto di Devlin la Fata dell'Ordine riesce ad attraversare il Velo, in tempo per salvare Keenan da un nuovo attacco della Donna Corvo. Scacciata quest'ultima, almeno momentaneamente, Seth invita Keenan a raggiungere Aislinn e a prendere una decisione definitiva tra lei e Donia. Pur non fidandosi in pieno del veggente, il Re dell'Estate segue il suo consiglio. Arrivato al cospetto di Ash e all'ennesimo rifiuto della giovane di divenire realmente la sua regina, Keenan decide di dare un taglio definitivo al triangolo in cui si trova coinvolto, diviso tra amore e dovere: con un bacio dona ad Aislinn il proprio potere di Sovrano dell'Estate. Essendo figlio di due Corti egli ne ha sempre avuto la facoltà, ma il senso del dovere verso le proprie creature gli aveva impedito fino a quel momento di considerare una simile decisione. Con i poteri ricevuti ora Aislinn è la sola Regina dell'Estate senza più vincoli verso Keenan mentre quest'ultimo, divenuto un essere dell'Inverno, è libero di seguire la persona di cui è sinceramente innamorato: Donia.
Nel frattempo il Re Oscuro si è rivoltato contro i suoi stessi sudditi, incapace di sopportare la perdita di Irial. Giunto alla Corte del Buio, Seth la trova sprofondata nel caos più totale: prima ancora di poter avvicinare Niall, la Fata delle Tenebre lo accusa di aver cospirato contro la Corte Oscura e di non aver salvato Irial, rinchiudendolo in una gabbia; solo l'aiuto di Keenan salva la Fata dell'Ordine. Dal tono usato da Niall nel loro scambio di battute la nuova Fata dell'Inverno intuisce come Irial non sia morto del tutto, ma abbia trasferito la propria coscienza nel corpo dell'amante. In un attimo, però, l'intero magazzino è invaso da Bananach e dai suo alleati. La Donna Corvo, dichiaratasi Regina del Buio, inizia a fare strage dei presenti; Ash e Donia si uniscono allo scontro che pende, però, in favore della Guerra. Seth, ancora prigioniero, si proclama Sovrano dell'Ordine in un ultimo disperato tentativo di aiutare i suoi amici: spera così di poter bilanciare Niall e restituirgli la salute mentale; in tal modo, la lotta inizia a volgere in favore delle Corti di Huntsdale.
Seppur con molte perdite e grazie all'intervento degli spiriti solitari reclutati da Keenan, Bananach viene abbattuta. Per salvare Donia, Keenan stringe un accordo con Far Dorcha: la sua essenza fatata in cambio della vita della regina. Keenan diviene quindi mortale mentre Seth, liberato, può finalmente chiarirsi con Niall. L'intervento di Far Dorcha rimuove dal corpo del Re del Buio lo spirito di Irial il quale, per aver ingannato la Morte stessa, è promosso a nuova Discordia; questo sviluppo sorprende sia Niall sia Irial ma Seth ammette che, tra tutti gli scenari possibili, la momentanea morte di Irial era l'unica soluzione per assicurare a tutti un lieto fine: Bananach sconfitta, Keenan con Donia, Irial e Niall felici al fianco di Leslie e Aislinn finalmente libera di amare chi vuole. Un anno dopo Keenan, ancora mortale, è pronto a sottoporsi alla prova che un tempo aveva causato tanto dolore a Donia, alle Ragazze dell'Estate e alla stessa Ash: giurando di servire Donia fino alla fine dei suoi giorni e di accettare in sé il gelo dell'Inverno, Keenan torna ad essere una creatura fatata, sposo di Donia e Re dell'Inverno.

## Personaggi

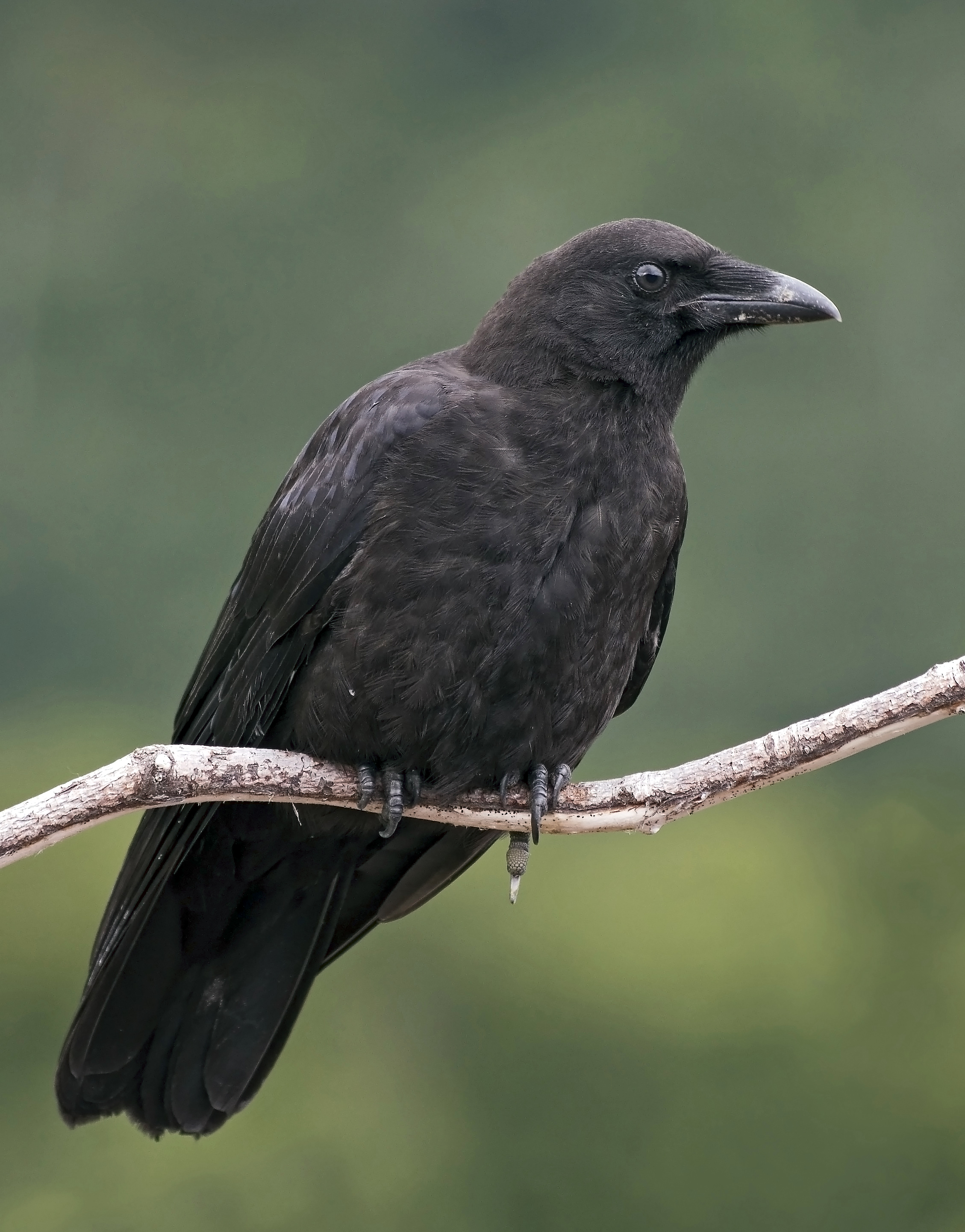
L'antagonista principale del romanzo, Bananach, è rappresentata dalla figura del corvo, con il quale condivide piume e artigli

### Personaggi principali
- Aislinn "Ash" Foy è la protagonista dell'opera. Dotata della seconda vista, Ash è cresciuta insieme alla nonna senza sapere chi fosse suo padre. L'essere capace di vedere il vero volto delle fate le ha insegnato a tenere sotto controllo le proprie emozioni, pur di non attirare il loro interesse. Di natura leale, indipendente e amorevole, sa essere anche volatile e pericolosa dopo la sua trasformazione in Sovrana dell'Estate. Il suo percorso di formazione è stato uno dei più duri, ma Ash è riuscita a reinventarsi fino a superare gli orrori del proprio passato (tra cui la perdita in circostanze misteriose della madre) e diventare una regina sicura di sé e del proprio potere. Ha una relazione con Seth[3].
- Keenan è il Re dell'Estate. Figlio della Regina dell'Inverno Beira e del defunto Miach, ha reso la cura della sua Corte l'unico scopo della propria esistenza, anche se per far questo ha dovuto sacrificare innumerevoli ragazze in attesa dell'unica in grado di spezzare la maledizione di Irial. Viene descritto nei libri come incredibilmente affascinante, dall'abbronzatura eterna e con i capelli color del Sole. S'ingelosisce facilmente, soprattutto nei riguardi di Ash e Donia, con la quale ha una relazione che oscilla tra la passione ed il gelo a causa dell'appartenenza a Corti diverse[3].
- Seth Morgan è il migliore amico e fidanzato di Ash, un artista solitario che vive in un vecchio deposito di treni. Ha trasformato uno dei vagoni in una vera casa, dove abita insieme al suo serpente domestico. Di natura calma e riflessiva, tiene molto ad Ash e a Niall, che considera praticamente un fratello. Le sue doti artistiche e la capacità di relazionarsi con creature tanto diverse attireranno nel terzo libro l'attenzione di Lasair. L'Alta Sovrana deciderà in seguito di adottare Seth e trasformarlo nel suo erede designato, ruolo che conferirà al ragazzo non solo capacità precognitive ma anche il potere di plasmare la realtà a proprio piacimento. Seth ama Lasair come la madre che non ha mai avuto e ha promesso di trascorrere con lei nel Regno Fatato un mese ogni anno, periodo che si traduce in sei mesi per i mortali[3].
- Bananach / Donna Corvo: incarnazione prima della Discordia e poi della Guerra. Insieme alla gemella Lasair, Bananach è stata la prima creatura fatata e, secondo la leggenda, il suo decesso avrebbe causato l'estinzione di tutti gli esseri immortali. L'unione dei poteri di Bananach e Lasair generò Devlin che doveva fungere da ponte tra le due, mantenendone l'equilibrio; tuttavia nessuna di loro considerò mai il nuovo essere un figlio, bensì iniziarono a chiamarlo fratello. Come Lasair, anche Bananach possiede poteri precognitivi ed un'incredibile forza: lunghe piume nere ne costituiscono la chioma, le sue mani terminano con artigli rapaci ed una luce folle le illumina lo sguardo, in cui pare sia possibile vedere la volta stellata di un cielo invernale. Bananach non nutre lealtà per alcuna Corte: il suo unico scopo è generare il caos. Fu lei a suggerire a Beira, la madre di Keenan, di eliminare Miach e mettere in moto gli eventi che hanno portato ai fatti narrati in Wicked Lovely - Incantevole e pericoloso[3].

### Personaggi secondari
- Niall: attuale Re del Buio ed ex-Gancanagh, Niall ha servito per lunghi anni come consigliere Miach, il padre di Keenan. Secoli prima ha conosciuto Irial, ignorando di avere di fronte il Re del Buio e ha intrapreso con lui una relazione. La scoperta di come Irial avesse taciuto la verità sulla natura di Niall, ovvero la capacità del Gancanagh di provocare assuefazione e morte negli umani grazie alla droga secreta dalla sua pelle, ha spinto la fata a lasciare l'antico amante; messo di fronte alla decisione di uccidere i mortali a lui legati o di essere torturato, Niall ha scelto la seconda opzione e la cicatrice che gli deturpa il viso fu causata quel giorno. Nel corso dei decenni i due amanti si sono riavvicinati, cosa che ha portato Irial a scegliere Niall come nuovo Re del Buio; aver accettato il trono gli ha permesso di controllare gli aspetti negativi della sua natura. Di carattere inflessibile e saggio, Niall sa provare sincera compassione per i mortali; tuttavia sa essere anche spietato nel suo ruolo di Sovrano Oscuro. Prova affetto sincero per Seth ed è legato sentimentalmente sia ad Irial sia a Leslie, la Ragazza del Buio. I tre vivono una relazione poliamorosa.
- Irial "Iri": ex-Gancanagh, ex-Re del Buio e nuova Discordia, nove secoli prima maledisse Keenan su ordine di Beira. Irial sa essere arrogante e manipolatore anche con coloro che considera degli amici come Niall e Miach, ma non c'è reale desiderio di uccidere in lui, bensì esclusivamente la voglia di scatenare il caos; Leslie lo descrive come pienamente consapevole del fascino che sa esercitare su tutti coloro che lo circondano, potere di cui Irial fa ampiamente uso per il bene della propria Corte. In realtà Iri detesta essere il Re del Buio; ciononostante ha sempre rifiutato di cedere il trono a qualcuno che non ritenesse degno. Irial ama i bei vestiti e gli oggetti costosi, facendo passare le sue ali come un lungo mantello. Durante la sua esistenza ha ammesso di aver amato veramente solo tre creature: Thelma, Niall e Leslie. Divenuto la Discordia, si è trasferito in una vecchia casa vittoriana che ora divide con il nuovo Re Oscuro e con la Ragazza del Buio.
- Donia: la nuova Regina dell'Inverno. Donia è nata intorno agli anni '50 e a sedici anni ha attirato l'attenzione di Keenan, deciso a sottoporla alla prova per divenire sovrana dell'Estate. Sebbene in un primo momento lo abbia respinto in malomodo, i due hanno finito con l'innamorarsi. Questo ha spinto Donia a rifiutare la trasformazione in Ragazza dell'Estate e a sottoporsi alla prova dello scettro, pur di restare con lui. Divenuta la nuova Ragazza dell'Inverno, ha trascorso i successivi cinquant'anni tra le grinfie di Beira, mettendo in guardia la nuova candidata scelta da Keenan contro la sorte che l'avrebbe attesa se non fosse stata la ragazza giusta. Donia non è una persona egoista o crudele: nonostante voglia il meglio per la sua Corte, rifiuta di agire a discapito delle altre.
- Lasair (nell'edizione originale Sorcha): gemella di Bananach, Lasair rappresenta l'Ordine. Dopo la nascita di Devlin, Lasair creò tutto il Regno Fatato e fin da quel momento lo ha governato come sovrana indiscussa; si nutre di sangue, ma non prova alcuna gioia nell'uccidere. Lasair ama tutte le arti e spesso ha inviato suo fratello nel mondo mortale a rapire artisti umani e non affinché essi potessero continuare a creare indisturbati nel suo palazzo. Prima di conoscere Seth, Lasair era fredda e restia al cambiamento, tuttavia l'aver ceduto parte della propria natura immortale al "figlio" le ha permesso di sviluppare un forte istinto materno ed un atteggiamento più umano. Questo ha anche portato ad un passo dalla distruzione del Regno Fatato, poiché là tutto può esistere soltanto se voluto da Lasair e l'unica cosa ad occupare la mente della Sovrana era la preoccupazione per il figlio lontano. Il tutto si è risolto con la creazione del Regno delle Ombre ad opera di Devlin, il quale è succeduto a Bananach nel dare un nuovo equilibrio a Lasair.
- Leslie: soprannominata "Ragazza del Buio", è la compagna di Irial e Niall. Leslie non è più del tutto mortale, ma ancora non sa in cosa si sta tramutando. Ha la stessa età di Ash ed è stata sua compagna di scuola. Leslie viene da una situazione familiare molto complicata: la madre ha abbandonato il marito e i due figli quando lei era ancora molto piccola e, per questo, il padre si è dato all'alcool. La ragazza è stata quindi costretta e trovare lavoro come cameriera al Verlain ma spesso Ren, suo fratello maggiore, le rubava il denaro guadagnato per spenderlo in droghe, arrivando addirittura a vendere la sorella ai propri spacciatori pur di saldare i debiti contratti, evento che ha spinto Leslie sul baratro della depressione. La sua capacità di resistere alle "tenebre" le ha permesso di sopravvivere allo "scambio d'inchiostro" con Irial, tuttavia gli abusi subiti l'hanno resa cinica e diffidente verso gli uomini, nonostante sia rimasta una persona molto dolce nell'animo. Dopo i fatti narrati in Ink Exchange - Sortilegi sulla pelle, Leslie ha scelto momentaneamente di allontanarsi da Huntsdale per frequentare l'università; con il trascorrere dei mesi lei, Niall e Irial si sono riavvicinati e, dopo aver ottenuto la laurea, la ragazza ha deciso di tornare a vivere con loro.

## Seguiti e spin-off
Il 12 febbraio 2022, esattamente dieci anni dopo la pubblicazione del quinto capitolo, è prevista l'uscita di Dark Sun, seguito della saga che riprenderà da dove le vicende di Darkest Mercy - Discordi armonie si erano interrotte.
L'autrice si è occupata anche di alcuni spin-off, storie di contorno con personaggi secondari come protagonisti. Nell'ordine sono stati pubblicati:
- Stopping Time: A Wicked Lovely Story, pubblicato esclusivamente come e-book, 1ª ed., HarperCollins, 23 aprile 2010,  p. 66. Dopo i fatti narrati in Ink Exchange - Sortilegi sulla pelle, Leslie ha abbandonato Huntsdale, decisa a rifarsi una vita lontana dalle fate: sa che Irial e Niall veglieranno sempre su di lei, ma la giovane vuole trovare la propria strada. Il passato, però, non intende lasciarla andare e un ritorno inaspettato rischierà di distruggere tutto ciò per cui Leslie sta lottando[7].
- Wicked Lovely: Desert Tales Volume I, HarperCollins, 5 agosto 2010,  p. 192. Rika, che precedentemente era stata Ragazza dell'Inverno, si è lasciata alle spalle Keenan e le lotte tra le Corti per godere della solitudine del deserto. L'incontro con Jacey, però, la porta a riconsiderare tale decisione. A questa graphic novel fanno seguito il Volume II: Challenge uscito nello stesso anno ed il Volume III: Resolve del 2011[8].
- Dark Court Fairy Tales: A Wicked Lovely Collection, pubblicato esclusivamente come e-book, HarperCollins, 17 maggio 2019,  p. 202. L'opera è una raccolta di storie brevi; Love Hurts, in particolare, mostra cosa è accaduto a Leslie, Irial e Niall dopo la fine della saga, ponendo le basi per il prequel Cold Iron Heart[9].
- Cold Iron Heart: A Wicked Lovely Adult Faery Novel, HarperCollins, 2003  [1º maggio 2020],  p. 306. Thelma è una giovane creatrice di gioielli che ha attirato le attenzioni di Keenan; l'intervento di Irial la salva dal diventare una Ragazza dell'Estate, ma non dal rimanere invischiata nei piani del Re del Buio. L'opera è il prequel di Wicked Lovely - Incantevole e pericoloso[10].
- Summer Bound: A Wicked Lovely Story, pubblicato esclusivamente come e-book, HarperCollins, 4 luglio 2020,  p. 66. Dopo i fatti narrati in Darkest Mercy - Discordi armonie Siobhan, promossa da Ragazza dell'Estate a consigliere di Aislinn, deve aiutare la sua regina a fare i conti con una verità sconvolgente[11].
- Winter Dreams: A Wicked Lovely Story, pubblicato esclusivamente come e-book, HarperCollins, 1997  [21 dicembre 2020],  p. 88. Viene svelata la storia di Moira Foy, madre di Aislinn, e dei fatti avvenuti l'anno prima della sua morte[12].

## Accoglienza

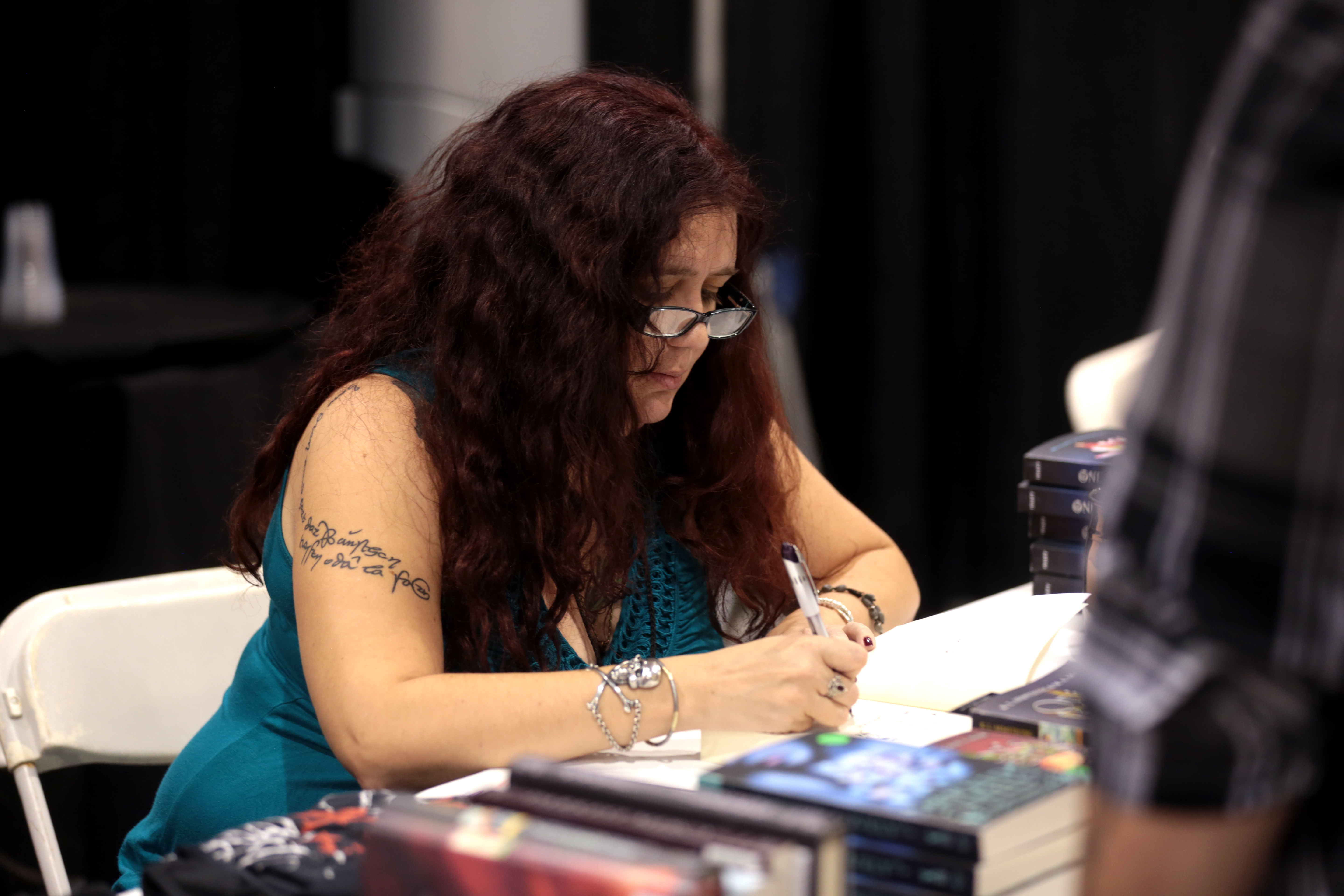
L'autrice del romanzo, Melissa Marr, durante una sessione di autografi a Phoenix nel 2018

Mentre il romanzo precedente, Radiant Shadows - Sublime oscurità, aveva ricevuto un'accoglienza tiepida, Darkest Mercy - Discordi armonie ha avuto fin da subito un notevole successo tanto in patria quanto a livello internazionale. Kelly Brennan di Romantic Times assegna all'opera quattro stelle e mezzo su cinque, affermando che «è difficile poter descrivere la conclusione di una saga così stupefacente. I lettori rideranno, si commuoveranno, e infine sentiranno un po' di tristezza sapendo che la storia è giunta alla propria conclusione»; Brennan sottolinea inoltre le ottime capacità narrative dell'autrice e il fatto che sia riuscita a dare vita a un finale «scioccante e stupefacente al tempo stesso». La redazione di Kirkus, pur non esprimendo un giudizio negativo, sottolinea invece il fatto che in quanto a costruzione psicologica «i personaggi rimangono sostanzialmente gli stessi dei precedenti capitoli della saga», e data la preponderante presenza del fantasy il romanzo finisce per essere «consigliabile solo agli appassionati».
A livello contenutistico, Karen Springer di Publisher Weekly loda l'accattivante unione tra genere fantasy e situazioni di vita vissuta: l'esperienza e le conseguenze dello stupro di Leslie presenti in Ink Exchange - Sortilegi sulla pelle e riprese in Darkest Mercy - Discordi armonie sono infatti liberamente ispirate ad una duplice violenza che la Marr aveva subito da adolescente. In un'altra occasione la redazione del medesimo sito ha avuto inoltre modo di lodare il fatto che il sesso non sia visto come un argomento tabù e ogni sua sfaccettatura venga affrontata senza troppi perbenismi e censure, tanto da affermare che: «Per la prima volta la scrittrice Melissa Marr dà al già conosciuto genere della fiaba una fresca aura di fascino, grazie a una coppia di protagonisti azzeccata, a una trama molto coinvolgente e a un’ampia dose di tensione sessuale». Analogamente il sito The Books Smugglers sottolinea come l'intera saga dia voce e attenzione a coloro che si sentono e si comportano in maniera fuori dagli schemi, attirando talvolta per questo ostilità e sentimenti di sospetto nei propri riguardi.
In Italia, il Corriere della sera descrive Melissa Marr come «La regina dell'Urban Fantasy», apri-pista per un genere che vada oltre l'Harry Potter di J. K. Rowling; intervistata, la stessa Marr afferma che a suo avviso il successo riscontrato nei lettori sia da addurre a una «ricetta» ben precisa: «bei personaggi, descrizione vivida degli ambienti, possibilità di identificarsi. Fantasy significa soltanto che le regole sono diverse». Il quotidiano pone inoltre l'accento sulle minuziose ricerche storiche e folcloristiche presenti all'interno dell'opera, caratteristica sottolineata anche dall'autrice, secondo la quale i suoi romanzi «sono pieni di dettagli che il lettore in un primo momento non percepisce [...]: riferimenti letterari, religiosi, scientifici. Ogni dettaglio è scelto di proposito, niente è casuale» e arrivando a confrontare la saga di Wicked Lovely - Incantevole e pericoloso ad Alterra - L'alleanza dei tre re del francese Maxime Chattam e Il Signore degli Anelli del britannico Tolkien.

## Edizioni
- Melissa Marr, Darkest Mercy, HarperCollins, 22 febbraio 2011,  p. 336, ISBN 978-0-00-734615-8.
- Melissa Marr, Darkest Mercy - Discordi armonie, collana Lain, traduzione di Francesca Fabbri e Lucia Olivieri, Fazi Editore, 28 settembre 2012,  p. 340, ISBN 978-8-87-625173-3.